# Thomas de Seyssel
Thomas de Seyssel, né le 20 décembre 1770 à Turin et mort en 1828 à Turin (Royaume de Sardaigne), est un noble sarde, 10e marquis d'Aix et de Sommariva, et homme politique, issu de la famille de Seyssel.

## Biographie

### Origines
Joseph-Victor-Thomas de Seyssel naît le 20 décembre 1770 à Turin,,, en Piémont, capitale du royaume de Sardaigne. Il est le fils de Victor-Amédée (1747-1819), 21e seigneur d'Aix, 9e marquis d'Aix et de Sommariva del Bosco, comte de Châtillon, et de sa seconde épouse, Madeleine-Mathilde Piossasco di Scalenghe. Il a un frère, Henri (1775-1843), qui sera syndic de Turin (1820, puis 1832).
Il devient, à la mort de son père, le 10e marquis d'Aix, marquis de Sommariva.

### Au service de la maison de Savoie
Son éducation et l'appartenance à la noblesse originaire du duché de Savoie, lui permet de devenir de page du duc de Chablais, en 1782,, Benoît de Savoie. Sa carrière militaire l'amène à devenir capitaine aide-major dans le régiment de Savoie-Cavalerie de armée royale sarde,. En 1797, il devient l'écuyer du duc de Montferrat, Maurice-Joseph-Marie de Savoie.

### Au service de l'Empire
Alors que le duché de Savoie et la péninsule italienne sont occupés et annexés par les troupes révolutionnaires françaises, il intègre l'armée napoléonienne. Il est nommé officier de la maison impériale, puis deuxième grande maître des cérémonies de l'impératrice et comte de l'Empire.
Il est fait par lettres patentes du 14 février 1810, comte de l'Empire,.
Il est désigné, le 6 janvier 1813, par le Sénat conservateur, député du département du Pô au Corps législatif,.
En 1813, il est administrateur-général des hôpitaux de Turin,.

### Retour en Piémont
En 1814, lors de la restauration du royaume de Sardaigne, il démissionne de son mandat,, se replaçant sous l'autorité du roi de Sardaigne.
Il teste le 9 juin 1823. Ce document est déposé au Sénat de Turin. Il fonde, à cette occasion la chapellenie de Sainte-Marie de Sommariva,.
Thomas de Seyssel meurt le 4 décembre 1828, à Turin,.

## Famille
Thomas de Seyssel épouse le 23 janvier 1799, Christine Salmatoris Roussillon du Villard et de Lequio,. Ils ont trois fils., Claude (1799-1862), qui hérite des titres, Charles-Joseph (1802-1837) et Victor, dit comte de Seyssel (1804-1857),. Tous trois font une carrière militaire.

## Héraldique
Selon l’Armorial général de l'Empire français, son blason serait « Coupé : au Ier parti de comte officier de la maison de l'Empereur et de sable à la croix d'argent ; au 2e gironné d'or et d'azur. (qui est de Seyssel) »,

## Décorations
Thomas de Seyssel reçoit les distinctions suivantes, :
- Commandeur de l'ordre des Saints-Maurice-et-Lazare
- Croix de la Légion d'honneur (avant 1813)
- Chevalier de l'Ordre du Mérite militaire de Wurtemberg (après 1814).